# Всемирные форумы украинцев

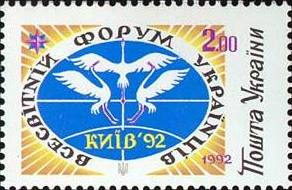
Почтовая марка Украины, 1992 год

Всемирный форум украинцев — высший руководящий орган Украинского всемирного координационного совета (УВКС). Форумы созываются периодически, раз в 4 года, по инициативе украинских общественных организаций мира и при поддержке украинского государства.

## I Всемирный форум украинцев
I Всемирный форум украинцев состоялся в Киеве 21—24 августа 1992 года (в первую годовщину провозглашения независимости Украины).
Этот Форум в значительной степени имел праздничный, приподнятый характер. Ведь его делегаты были полны больших ожиданий — после нескольких веков порабощения Украина получила государственный суверенитет, у украинцев появилась возможность собственноручно строить свою жизнь, дать надлежащую оценку событиям прошлого.
Во время проведения Форума состоялись заседания многочисленных секций, «круглых столов», на которых рассматривались актуальные вопросы политического, культурологического, экономического характера. Одним из решений Первого форума было создание постоянно действующего органа — Украинского Всемирного Координационного Совета (УВКС) с местонахождением в Киеве.

## II Всемирный форум украинцев
II Всемирный форум украинцев состоялся 21—25 августа 1997 года. За время, прошедшее с I Форума, Украина стала членом влиятельных международных организаций, в частности Совета Европы. Вместе с тем стали очевидными трудности на пути её становления как демократической и экономически развитой европейской страны. Поэтому основная задача Форума и состояла в том, чтобы проанализировать современные процессы на Украине и диаспоре, определить проблемы, которые требуют скоординированных усилий всего украинства для их решения.
В работе II Форума приняло участие 600 делегатов и 240 гостей из 46 стран мира и с Украины, высокие должностные лица, представители всех регионов государства. В ходе работы этого почтенного собрания также был обобщен накопленный опыт сотрудничества между Украиной и украинской диаспорой с учетом новой роли Украины как полноправного и важного субъекта европейского и мирового сообщества.
В целом, ситуация на II Форуме отличалась от атмосферы, что царила в 1992 г. Форум постепенно превращался в рабочее заседание с четко определенной целью.

## ІІІ Всемирный форум украинцев
ІІІ Всемирный форум украинцев состоялся во время празднования 10-й годовщины Независимости Украины, 18-20 августа 2001 года.
Ситуация в государстве, политическое противостояние между властью и оппозиционными партиями, что вылилось в уличные протесты, усиливало у делегатов острое ощущение проблем, перед которыми оказалась Украина. К ним принадлежали низкий уровень жизни, недостаточное внимание государственных органов к вопросу возрождения украинской культуры, ситуация со свободой слова и тому подобное. Время полемика с политических арен переносилась и в зал дворца «Украина», где проходило собрание мирового украинства.
Во время работы Форума состоялись заседания секций по направлениям языкового строительства, молодежной политики, образовательного и научно-технического, политологического, информационного, культурологического, экономического, экологического, правового, здравоохранения, «круглые столы», научные конференции.
В своей резолюции делегаты Форума отметили, что Украина утверждает себя полноправным субъектом европейского и мирового сообществ, «четко показала курс на европейскую интеграцию». В то же время в резолюции акцентируется внимание на том, что «экономические и социальные потери рыночных реформ оказались огромными и привели к уменьшению более чем на 50 % производственного потенциала страны, угрожающего падения жизненного уровня народа, ухудшение здоровья нации, резкого уменьшения количества населения Украины, безудержной дифференциации доходов и, как следствие, усиление социальной нестабильности и политической напряженности, чувства безысходности и разочарования».
Делегаты Форума выразили обеспокоенность состоянием развития духовно-интеллектуального потенциала Украины, украинского языка, призывали к единству украинские Церкви. «Серьезную тревогу вызывает проблема информационной безопасности Украины, прежде всего потери национального информационного пространства», — говорится также в резолюции. В итоговом документе III Форума его делегаты подчеркнули, что «без единства патриотических, демократических сил невозможна свободная, богатая, демократическая, национальная украинская держава».

## IV Всемирный форум украинцев
IV Всемирный форум украинцев должен был состояться в августе 2005 года, но его проведение было перенесено на 2006 год.
IV Всемирному форуму украинцев состоялся в Киеве 18-20 августа 2006 года. В работе Форума приняло участие 450 делегатов, 450 гостей, 50 представителей т.зв. «четвертой волны» эмиграции (украинцев, выехавших за границу на заработки в последние годы), 80 представителей зарубежных СМИ, 450 участников фестиваля «Украинское пение в мире» — всего около 1900 человек.
Всего в форуме приняли участие представители зарубежного украинства из 43 стран мира, а также представители всех регионов Украины, Секретариата Президента, Кабинета Министров, народные депутаты, политические и общественные деятели Украины.
IV Всемирный форум украинцев избрал нового председателя УВКС — Дмитрия Павлычко.

### Галерея Форума

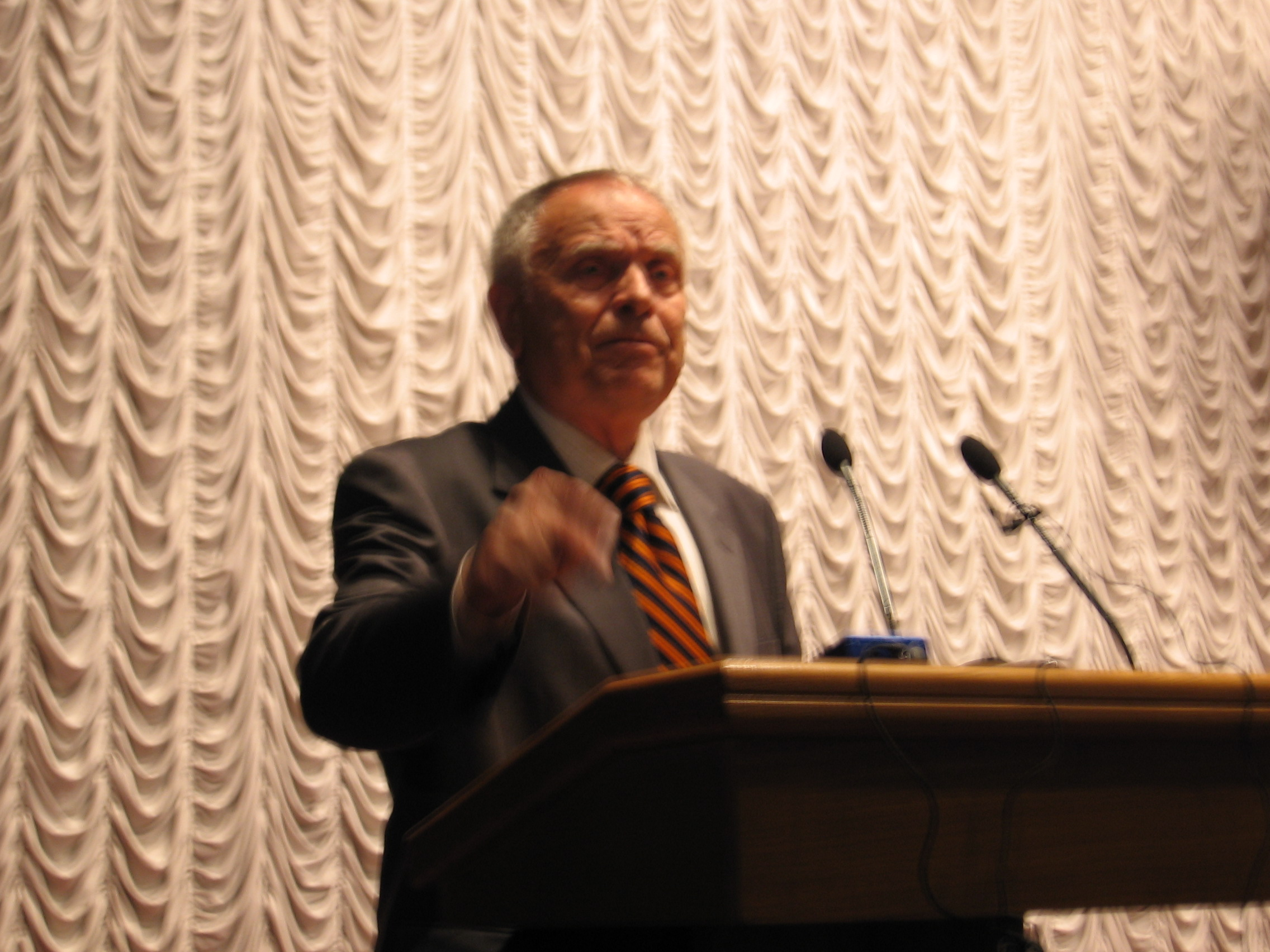
Форум-2006. Выступает Дмитрий Павлычко
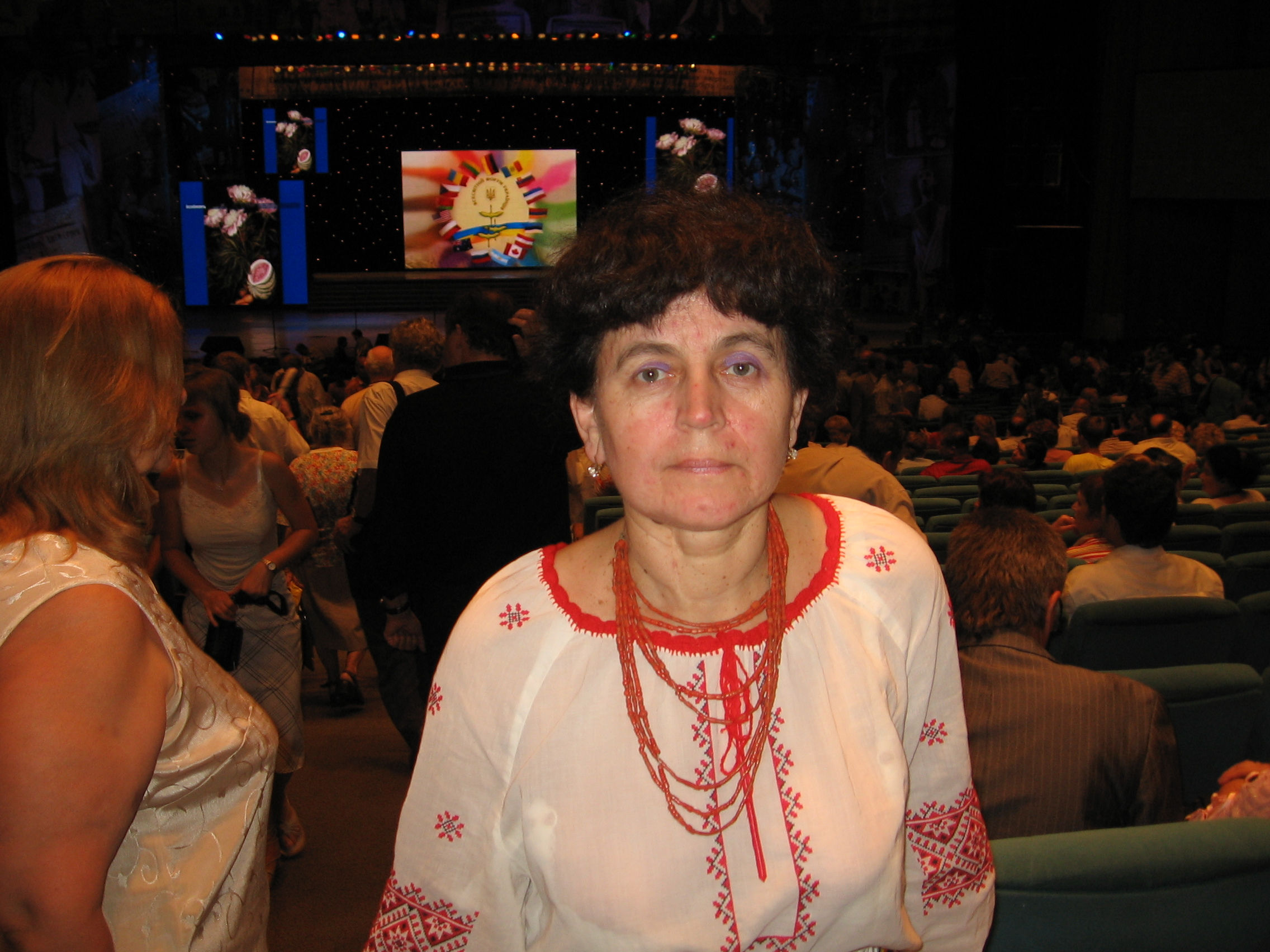
Участница Форума-2006.

## V Всемирный форум украинцев
V Всемирный форум украинцев состоялся в Киеве 18-20 августа 2011 года. В его работе приняли участие 300 делегатов из разных стран мира — по 100 от восточной и западной диаспоры и с Украины.
Первый день Форум работал в помещении Национального оперного театра Украины, где вечером состоялся концерт украинских мастеров искусств с Украины и стран поселение украинцев мира. 2-й и 3-й день Форум работал в тематических секциях в Украинском доме. Форум принял ряд постановлений, обращений к властным структурам на Украине, направленных на развитие украинской культуры, языка, правовая защита украинцев в странах рассеяния, а также ряд обращений по текущим событиям на Украине. В частности, конгресс украинцев призвал власть Украины освободить из-под ареста бывшего премьер-министра, лидера партии Батьківщина Юлию Тимошенко и экс-главу МВД Юрия Луценко.
V Всемирный форум украинцев избрал нового председателя УВКС — Ратушного Михаила Ярославовича.

### Галерея-2011

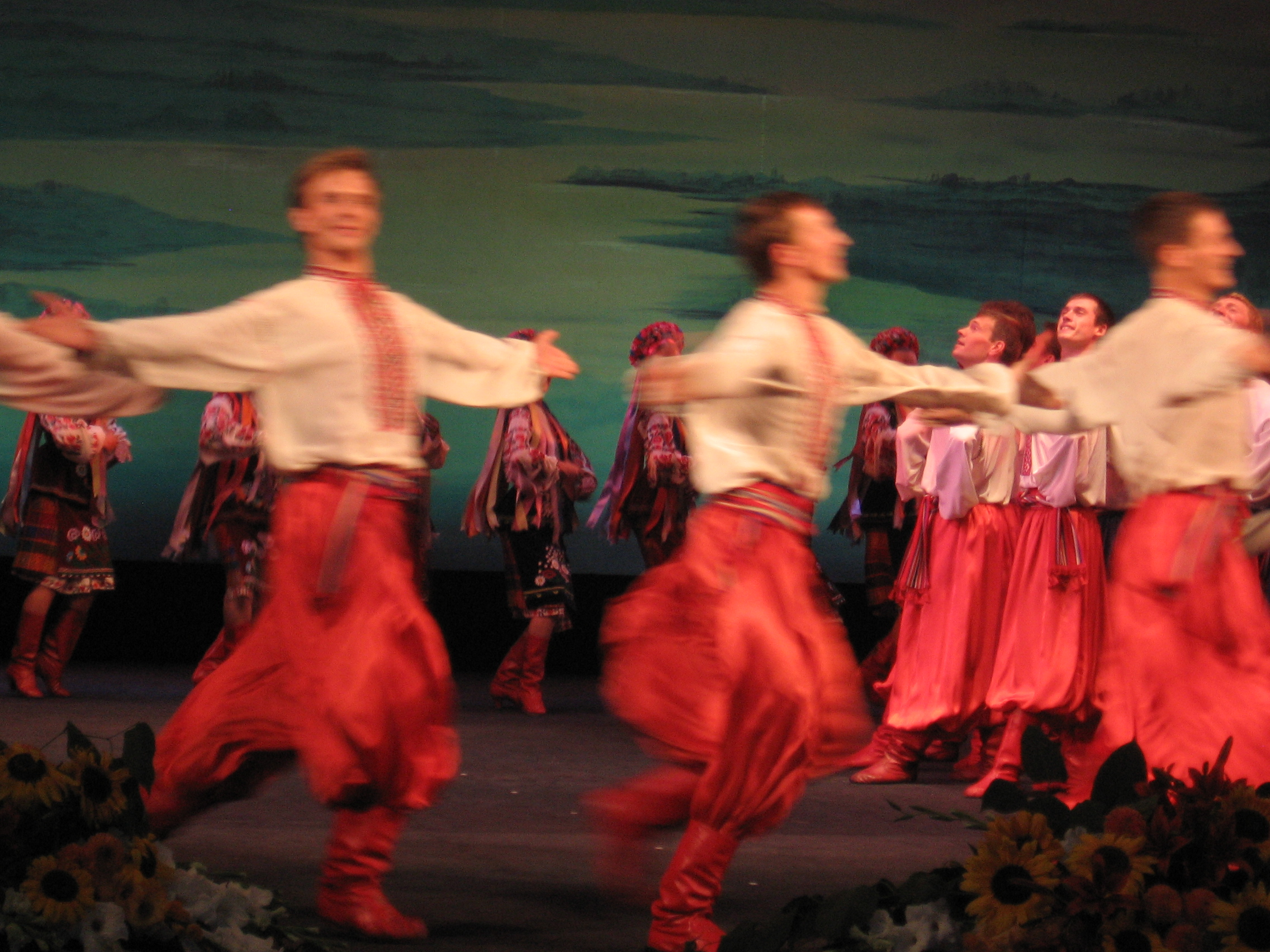
Концерт в рамках Форума